# Cikáni (Holý)
Cikáni (v německém originále Die Zigeuner) je zpěvohra (singspiel, „veselohra se zpěvy“) o pěti dějstvích českého skladatele Františka Ondřeje Holého na text dramatika Heinricha Ferdinanda Möllera. Její premiéru uvedla roku 1777 Wäserova divadelní společnost ve Vratislavi.

## Vznik, charakteristika a historie
Skladatel František Ondřej Holý působil na přelomu 60. a 70. let 18. století v Praze jako kapelník u divadelní společnosti Johanna Josepha Bruniana. Roku 1773 odešel do Berlína ke společnosti Gottfrieda Heinricha Kocha (1703–1775) a po jeho smrti působil u Wäserovy společnosti. Johann Christian Wäser (1743–1781) měl od roku 1772 výlučné divadelní privilegium pro slezskou metropoli Vratislav, avšak od roku 1777 s částí společnosti provozoval zájezdy po Slezsku i mimo ně a vedení souboru usídleného ve Vratislavi – u kterého byl zaměstnán i Holý – přenechal své manželce Marii Barbaře Wäserové (1749–1797).
Pro všechny tyto společnosti psal Holý hudbu pro divadelní potřeby – především zpěvohry (singspiely), avšak také hudbu k činohrám nebo příležitostným scénám, jakož i úpravy či instrumentaci děl jiných skladatelů. Mezi ně patří hudba k veselohře se zpěvy Cikáni Heinricha Ferdinanda Möllera (1745–1798), rodáka z Města Albrechtic a rovněž bývalého člena pražské Brunianovy společnosti. Jeho veselohra Cikáni, jež vznikla na námět povídky Cikánečka, jedné z Cervantesových Příkladných novel z roku 1613, byla poprvé hrána 7. ledna 1776 v pražském Divadle v Kotcích – autor hudby k této verzi není znám, i když to mohl být F. O. Holý, který s pražským prostředím udržoval styky. Tiskem byla vydána roku 1777 a ukázala se velmi populární. I když bývá někdy označována za singspiel (s poznámkou, že byly oproti původní předloze přidány další zpěvy), jedná se spíše o činohru, kde hudba nastupuje především v podobě pitoreskních průvodů, zpěvů a tanců eponymních hrdinů. Cikány v rychlém sledu zhudebnilo několik skladatelů: Christian Gottlob Neefe (Frankufurt nad Mohanem 1777), František Ondřej Holý, Johann Christoph Kaffka (Mnichov 1778), Anton Eberl (jako Les Bohémiens, Vídeň 1781, 1793), Friedrich Adolf Pitterlin (Drážďany 1789) a Wenzel Müller (1800).
O Holého verzi časopis Litteratur und Theater-Zeitung zpravuje, že 12. ledna 1778 se hráli Cikáni ve Vratislavi již pošesté, premiéra se tedy konala zřejmě již v předchozím roce. Jako na jiných místech byla i zde tato veselohra pro pitoreskní scény u diváků úspěšná, i když literární kritika na ni značně žehrala („Jeden z kusů, o kterých kritika nemůže nic říci, protože plní řediteli kasu.“). Recenzent zmíněného časopisu poukazoval na zdrcující recenzi této hry v týdeníku Litterarischer Wochenblatt roku 1777 a domníval se, že byla ještě příliš mírná; jediným Möllerovým záměrem  prý „bylo zalíbit se galerii; a lze muže, který v tom spatřuje svou největší zásluhu, soudit dostatečně tvrdě?“ Recenzent kritizoval „pokleslé, nevkusné, lúzovské výrazy“ a „neohrabanou, nestydatou, falešnou satiru“, nenacházel ve hře „ani jedinou zajímavou situaci, ani jedinou propracovanou postavu“. „Pokud se zde tento kus líbí a pokladně neškodí, lze to celkově připsat jen a pouze hercům a panu Holému, který k němu vyhotovil hudbu; byl proveden se všemi potřebnými ceremoniemi a pompou.“
Nejsou však zprávy o tom, že by tuto veselohru hrála s Holého hudbou i některá jiná divadelní společnost (i když například u inscenací v Berlíně a ve vídeňském Theater in der Josefstadt roku 1779 není známo, čí hudba byla použita, a Holého verze není vyloučena). Holého hudba k Cikánům se nedochovala.

## Postavy (a obsazení při premiéře)

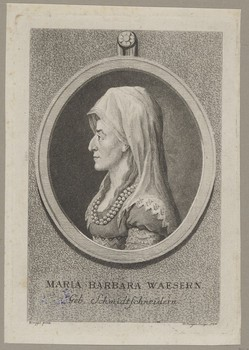
Maria Barbara Wäserová, první představitelka Wallburgy v Cikánech F. O. Holého, rytina Daniela Bergera z roku 1784

- Vrchní soudce, Cikán (pan Schmelz)
- Prabába (paní Pippo)
- Andreas (pan Böheim)
- Wallburga (paní Wäser / paní Schmidt)
- Christinchen a Nanchen, mladé Cikánky
- Martin, Christoph a Stephan, tři mladí Cikáni
- Zemský komisař
- Zemský fojt
- Vojenský důstojník
- Policejní důstojník
- Advokát
- Pan von Gandersdorf, mladý učenec
- Slečna
- Slečna Gertruda, pámbíčkářka
- Paní Güntherová, hostinská (paní Böheim)
- Číšník
- Podomek
- Krejčovský tovaryš (pan Wonne)
- Sluha zemského fojta
- Kaprál a šest vojáků
- Cikáni a Cikánky[4][12][14]

## Děj hry

### 1. dějství
(Cikánský tábor) Připravuje se svatba Cikánky Nannchen s jejím milým. Stará Cikánka zvaná „Prabába“ posílá děti sbírat byliny a pak mluví s nevěstou i se svou dcerou Wallburgou. ta miluje Andrease, ale teprve na prabábino naléhání a dojata atmosférou konečně vyslyší jeho žádost o ruku. Cikáni jim blahopřejí a jejich rychtář stanoví datum sňatku na příštího svatého Kryštofa.
Tři Cikáni přivádějí vystrašeného potulného krejčovského tovaryše. Ten byl okraden o svých pár krejcarů a krejčovské nářadí. Rychtář mezi svými lidmi nalezne viníky a přikazuje jim vše vrátit. Pak se slaví cikánská svatba a po obřadu se všichni vydávají do města, kde mají na příkaz vrchnosti, totiž zemského fojta, dnes povoleno přenocovat, pokud pobaví jeho hosty. Cikáni zvedají tábor a v původu odcházejí.

### 2. dějství
(Hostinec) Hostinská Güntherová – mladá, zámožná vdova – se zahleděla do pohledného Andrease. Nelibě nese narážky svých hostů (advokáta a důstojníka), kteří ji popichují, dokud se nedostaví vhodnější terč jejich posměchu: samozvaný básník pan z Gandersdorfu, z jehož básní i obdivu ke kočovné herečce si tropí šprýmy. Andreas přichází jménem Cikánů prosit o pohostinství a hostinská mu vyhoví.
(Proměna – Ulice před hostincem) Průvod Cikánů dorazil k hostinci. Hostinská je vítá a dojednává s rychtářem podmínky jejich přenocování na svém dvoře. Pak je hostí vínem a Cikáni si k tomu zpívají. Šenkýřka přemítá nad společenskými důsledky toho, kdyby se jejím milencem nebo i manželem stal Cikán, ale odhodlává se toto nebezpečí podstoupit.

### 3. dějství
(Hostinec) Sluha zemského fojta přichází pro Cikány, aby je odvedl ke svému pánovi, jehož hosty mají zabavit zpěvem, tancem a hádáním z ruky. Všichni odcházejí a zanechávají jen Andrease, který se nechce ukazovat, aby hlídal jejich věci – i když ho Wallburga nerada nechává samotného s fešnou hostinskou. Ta Andresovi ostatně jasně naznačuje svůj zájem, sotva jeho druhové odejdou.
(Proměna – Zahrada u domu zemského fojta) Zemský fojt častuje své hosty – advokáta, důstojníka, policistu, slečinku a zbožnou sestru. Jsou předvedeni Cikáni, ukazují své kousky a Wallburga všem hostům věští z ruky – pro každého něco, co by si nedal za rámeček, ale ostatní hosté se tím vždy dobře baví. Pak následuje veselý zpěv a tanec. Jen zemský fojt se věštění vyhnul; zato mu při pohledu na Wallburgu tane na mysli vzpomínka na jeho dceru Friederiku, která zmizela jako malé děvčátko.

### 4. dějství
(Hostinec) Hostinská na Andrease čím dál výslovněji naléhá+ nakonec mi přímo nabídne svou ruku a celé své jmění. Andreas ji však zdvořile odmítne s tím, že miluje Wallburgu. Zhrzená hostinská nemůže uvěřit, že jí dává košem pro obyčejnou Cikánku, a přísahá pomstu. Když se Andreasovi druhové vrátí od zemského fojta, přesvědčí je, aby co nejdříve hostinec opustili a přenocovali jinde. Všichni se tedy sbalí, odcházejí a dávají hostinské sbohem.
(Proměna – Ulice před hostincem) Sotva však odejdou, volá hostinská stráže na pomoc proti zlodějům. Stráž nalezne u Andrease několik cenností a kaprál ho chce dát odvést do šatlavy. To si rozzlobený Andreas nenechá líbit, vytáhne dýku a kaprála zabije. Stráž šokovanou tlupu přemůže a odvádí do vězení.

### 5. dějství
Zemský fojt je rozmrzelý, že musí vykonávat spravedlnost kvůli vraždě. Nechává si nejprve předvést cikánského rychtáře, který nemá v panskou spravedlnost důvěru, přesto však oroduje za Andrease s tím, že se nejedná o vraždu, nýbrž zabití. S prosbou za Andrease se vřítí i Wallburga a prabába, které stráže ze soucitu propustily. Obviňují hostinskou, že Andrease ze žárlivosti křivě obvinila – což vzápětí dosvědčí i písemné přiznání hostinské. Dále obě ženy prozrazují, že Andreas je ve skutečnosti mladík z vysokého stavu, který se k nim před několika lety přidal z lásky k Wallburze. Prabába poté používá svůj největší trumf: za slib, že Andreas nebude potrestán, prozrazuje zemskému fojtovi, že to ona ze zištných důvodů před mnoha lety unesla jeho dcerku – je to kdo jiný než Wallburga.
Zemský fojt si dává předvolat Andrease a přesvědčí se o jeho lásce k Wallburze. Nato dorazí k účasti na soudu pan zemský komisař, který ke svému překvapení poznává v obžalovaném svého syna, o němž měl za to, že byl celou dobu na vysoké škole ve Vídni. Synovi zemského komisaře přirozeně nehrozí za zabití kaprála nic víc než mírné pokárání a oba otcové se těší na sňatek svých dětí. Andreas a Wallburga (totiž Friederika) již tedy nebudou vést potulný život – a celá cikánská tlupa se rozhoduje zůstat na místě s nimi.